# Ariel Miranda
Ariel Gil Miranda (ur. 10 stycznia 1989) – kubański baseballista występujący na pozycji miotacza w Fukuoka SoftBank Hawks.

## Przebieg kariery
Karierę rozpoczął 2007 roku w Vaqueros de La Habana, w którym występował przez cztery sezony. W sezonie 2011 grał w Huracanes de Mayabeque, zaś w 2012 ponownie w Vaqueros oraz Huracanes. W 2013 był zawodnikiem Toronjeros de Isla de la Juventud i Huracanes. W ciągu siedmiu lat występów w Serie Nacional de Béisbol rozegrał 80 meczów, w tym w 64 wystąpił jako starter, notując bilans W-L 22–25 przy wskaźniku ERA 3,78.
W maju 2015 podpisał kontrakt jako wolny agent z Baltimore Orioles. Występy w organizacji rozpoczął na poziomie Rookie w zespole GCL Orioles, w którym rozegrał jeden mecz. 28 czerwca został przydzielony do Frederick Keys (Class A-Advanced), zaś 23 lipca do Bowie Baysox (Double-A). Sezon 2016 rozpoczął od występów w Norfolk Tides (Triple-A). 3 lipca 2016 został powołany do 40-osobowego składu Orioles i tego samego dnia zadebiutował w Major League Baseball w meczu przeciwko Seattle Mariners jako reliever.
31 lipca 2016 przeszedł do Seattle Mariners za Wade'a Mileya. W barwach nowego zespołu zadebiutował 4 sierpnia w meczu z Boston Red Sox. Pięć dni później w meczu przeciwko Detroit Tigers odniósł swoje pierwsze zwycięstwo w MLB, rozgrywając 15 zmianę.
17 lipca 2018 podpisał kontrakt z Fukuoka SoftBank Hawks.